# Agnese Ghisi
Agnese Ghisi, var en venetiansk adelskvinna, gift med Venedigs doge Lorenzo Tiepolo (r. 1268-1275). 
Hon tillhörde familjen Ghisi, som formellt ägde titulärmarkisatet Stampiala i grekiska havet, och gifte sig med Tiepolo 1264, då han var podesta i Padua. 
Hon kallades La Donna Misericordia för sin välgörenhet. Hon agerade beskyddare för sjukhus, utrustade ett sjukhus för fattiga kvinnor i barnsäng och ett härbärge för dödsdömda fångar. Hon fick två söner. 
Efter hennes död gifte maken om sig med Marchesina Ghisi. 
Hon har i vissa källor beskrivits som dogaressa. Hon uppges dock ha avlidit före år 1262, vilket innebär att hon inte borde ha hunnit inneha titeln. 